# Selección femenina de hockey sobre hielo de China Taipéi
La selección femenina de hockey sobre hielo de China Taipéi es el equipo de hockey sobre hielo femenino representativo de la República de China (Taiwán). El equipo es regido por la Federación de Hockey sobre Hielo de China Taipéi y es miembro de la Federación Internacional de Hockey sobre Hielo (IIHF). Compite en la Campeonato Mundial Femenino de Hockey sobre Hielo y el Copa Desafío Femenina de Asia de la IIHF.

## Historia
El equipo nacional femenino de hockey sobre hielo de China Taipéi jugó su primer partido en noviembre de 2014 en el torneo de la División I de la Copa Desafío Femenina de Asia de la IIHF 2015. China Taipéi ganó su primer juego del torneo contra Hong Kong y luego ganó sus otros tres juegos, que incluyeron una segunda victoria contra Hong Kong y dos victorias contra Tailandia. China Taipéi terminó el torneo en la cima de la clasificación y ganó la medalla de oro. El equipo regresó a la competencia en marzo de 2016 para el torneo de la División I de la Copa Desafío Femenina de Asia de la IIHF 2016. El torneo se había expandido a cinco equipos e incluía a India, Malasia, Singapur y Tailandia. China Taipéi terminó en la cima de la clasificación después de ganar sus cuatro juegos y reclamar su segundo título del torneo. El torneo también incluyó la derrota del equipo por 21-0 sobre Malasia, su mayor victoria en la competencia interna.

### Campeonato Mundial Femenino de Hockey sobre Hielo
| Año  | Sede                                                                                  | Pos.                                                                                  |
| ---- | ------------------------------------------------------------------------------------- | ------------------------------------------------------------------------------------- |
| 1990 | Ottawa                                                                                | No entró                                                                              |
| 1992 | Tampere                                                                               | No entró                                                                              |
| 1994 | Lake Placid                                                                           | No entró                                                                              |
| 1997 | Kitchener                                                                             | No entró                                                                              |
| 1998 | Competición no celebrada por los Juegos Olímpicos de Invierno de 1998                 | Competición no celebrada por los Juegos Olímpicos de Invierno de 1998                 |
| 1999 | Espoo y Vantaa                                                                        | No entró                                                                              |
| 2000 | Mississauga                                                                           | No entró                                                                              |
| 2001 | Mineápolis                                                                            | No entró                                                                              |
| 2002 | Competición no celebrada por los Juegos Olímpicos de Invierno de 2002                 | Competición no celebrada por los Juegos Olímpicos de Invierno de 2002                 |
| 2003 | Pekín                                                                                 | Cancelado por el Epidemia de SARS de 2002-2004                                        |
| 2004 | Halifax y Dartmouth                                                                   | No entró                                                                              |
| 2005 | Linköping y Norrköping                                                                | No entró                                                                              |
| 2006 | Competición no celebrada por los Juegos Olímpicos de Invierno de 2006                 | Competición no celebrada por los Juegos Olímpicos de Invierno de 2006                 |
| 2007 | Winnipeg y Selkirk                                                                    | No entró                                                                              |
| 2008 | Harbin                                                                                | No entró                                                                              |
| 2009 | Hämeenlinna                                                                           | No entró                                                                              |
| 2010 | Competición no celebrada por los Juegos Olímpicos de Invierno de 2010                 | Competición no celebrada por los Juegos Olímpicos de Invierno de 2010                 |
| 2011 | Zúrich y Winterthur                                                                   | No entró                                                                              |
| 2012 | Burlington                                                                            | No entró                                                                              |
| 2013 | Ottawa                                                                                | No entró                                                                              |
| 2014 | Competición no celebrada en su totalidad por los Juegos Olímpicos de Invierno de 2014 | Competición no celebrada en su totalidad por los Juegos Olímpicos de Invierno de 2014 |
| 2015 | Malmö                                                                                 |                                                                                       |
| 2016 | Kamloops                                                                              |                                                                                       |
| 2017 | Taipéi                                                                                | 1° en la Clasificación División IIB, promovido a la División IIB (33° en la general)  |
| 2018 | Valdemoro                                                                             | 2° en la División IIB (29° en la general)                                             |
| 2019 | Brașov                                                                                | 1° en la División IIB, promovido a la División IIA (29° en la general)                |
| 2020 | Jaca y Akureyri                                                                       | Cancelado por la Pandemia de COVID-19                                                 |
| 2021 | TBD y TBD                                                                             | Cancelado por la Pandemia de COVID-19                                                 |

### Copa Desafío Femenina de Asia de la IIHF
| Año  | Sede         | Pos.                                  |
| ---- | ------------ | ------------------------------------- |
| 2014 | Hong Kong    | No participó                          |
| 2015 | Taipéi       | 1°                                    |
| 2016 | Taipéi       | 1°                                    |
| 2018 | Kuala Lumpur | No participó                          |
| 2019 | Abu Dabi     | No participó                          |
| 2020 | Manila       | Cancelado por la Pandemia de COVID-19 |